# The Good Fight
The Good Fight è una serie televisiva statunitense, pubblicata sulla piattaforma streaming Paramount+ (precedentemente nota come CBS All Access) dal 19 febbraio 2017 al 10 novembre 2022 per sei stagioni.
Si tratta di uno spin-off della serie televisiva The Good Wife inizialmente programmato per la diffusione a maggio 2017, ma anticipato a causa dei ritardi di produzione di Star Trek: Discovery..
Il cast principale è composto da Christine Baranski, Cush Jumbo e Sarah Steele, che riprendono i loro ruoli dalla serie originale, e Rose Leslie, Delroy Lindo, Justin Bartha e Erica Tazel.

## Trama
Un anno dopo il finale di The Good Wife, un'enorme truffa finanziaria distrugge la reputazione della giovane avvocatessa Maia e fa scomparire i risparmi della sua mentore, Diane Lockhart. Le due sono costrette ad abbandonare Lockhart, Decker, Gussman, Lee, Lyman, Gilbert-Lurie, Kagan, Tannebaum, & Associati e si uniscono a Lucca Quinn in uno degli emergenti studi legali di Chicago.

## Episodi
| Stagione         | Episodi | Pubblicazione USA | Pubblicazione Italia |
| ---------------- | ------- | ----------------- | -------------------- |
| Prima stagione   | 10      | 2017              | 2017                 |
| Seconda stagione | 13      | 2018              | 2018                 |
| Terza stagione   | 10      | 2019              | 2019                 |
| Quarta stagione  | 7       | 2020              | 2021                 |
| Quinta stagione  | 10      | 2021              | 2021                 |
| Sesta stagione   | 10      | 2022              | 2022                 |

## Personaggi e interpreti

### Personaggi principali
- Diane Lockhart (stagioni 1-6), interpretata da Christine Baranski, doppiata da Pinella Dragani (st. 1-2), e da Barbara Castracane (st. 3-6).
Dopo aver perso i suoi risparmi per la pensione, Diane è costretta ad abbandonare il suo studio e unirsi a Lucca Quinn in uno degli eminenti studi di Chicago.
- Lucca Quinn (stagioni 1-4, guest 5[3]), interpretata da Cush Jumbo, doppiata da Eleonora Reti.
All'inizio della serie lavora allo studio Reddick, Boseman & Kolstad, uno degli eminenti studi di Chicago e composto per lo più da afroamericani.
- Maia Rindell (stagioni 1-3[4]), interpretata da Rose Leslie, doppiata da Veronica Puccio.
Dopo lo scandalo che investe la sua famiglia, Diane, la sua madrina, la prende sotto la sua ala protettiva e la fa entrare nello studio Reddick, Boseman & Kolstad. È fidanzata con Amy, un'assistente procuratore.
- Adrian Boseman (stagioni 1-4, guest 5[3]), interpretato da Delroy Lindo, doppiato da Paolo Marchese.
È un avvocato, socio titolare e fondatore dello studio Reddick, Boseman & Kolstad: sarà lui a proporre ai suoi soci di assumere Diane e Maia.
- Marissa Gold (stagioni 1-6), interpretata da Sarah Steele, doppiata da Roberta De Roberto.
Inizia a lavorare per Diane come segretaria, ma scopre di avere un istinto come investigatrice.
- Colin Morello (stagioni 1-2), interpretato da Justin Bartha, doppiato da Simone D'Andrea.
È un avvocato di successo nell'ufficio del procuratore di stato. Sarà un avversario e interesse amoroso di Lucca.
- Barbara Kolstad (stagione 1, guest 2), interpretata da Erica Tazel, doppiata da Valeria Vidali.
È uno dei soci fondatori dello studio Reddick, Boseman, & Kolstad, lo studio dove vanno a lavorare Diane, Lucca e Maia.
- Jay Dipersia (stagioni 2-6, ricorrente 1), interpretato da Nyambi Nyambi, doppiato da Gianfranco Miranda.
Investigatore per la Reddick, Boseman, & Kolstad.
- Julius Cain (stagioni 2-6, ricorrente 1), interpretato da Michael Boatman, doppiato da Stefano Alessandroni.
Lavorava con Diane alla Lockhart & Gardner ed ora è socio dello studio Reddick, Boseman, & Kolstad; è l'unico avvocato dello studio ad aver votato per Donald Trump.
- Liz Reddick-Lawrence (stagioni 2-6), interpretata da Audra McDonald, doppiata da Laura Romano.
Avvocato degli Stati Uniti e ex moglie del socio Adrian Boseman. Nel corso della stagione, i due dovranno affrontare molti dei loro problemi irrisolti.
- Roland Blum (stagione 3), interpretato da Michael Sheen, doppiato da Pasquale Anselmo.
Un avvocato machiavellico e corrotto, è disposto a tutto pur di vincere anche se ciò dovesse richiedere l'infrazione delle leggi. S'ispira a Roy Cohn e ha un ingordo appetito sessuale e di stupefacenti.
- David Lee (stagioni 4-6, guest 1), interpretato da Zach Grenier, doppiato da Nino Prester.
È uno dei soci di Lockhart, Decker, Gussman, Lee, Lyman, Gilbert-Lurie, Kagan, Tannebaum, & Associati. Nella quarta stagione è uno dei soci di STR Laurie, uno studio di avvocati internazionale che ha acquistato Reddick, Boseman e Lockhart. È stato uno dei personaggi principali della serie madre.
- Gavin Firth (stagione 4), interpretato da John Larroquette, doppiato da Fabrizio Temperini.
È un potente socio della STR Laurie.
- Carmen Moyo (stagioni 5-6), interpretata da Charmaine Bingwa, doppiato da Guendalina Ward.[5]
È una nuova associata dello studio Reddick-Lockhart.
- Hal Wackner (stagioni 5-6), interpretato da Mandy Patinkin[6], doppiato da Stefano De Sando.
Un veterano di Chicago che decide di aprire il proprio tribunale nel retro di una copisteria.
- Dr. Lyle Bettencourt (stagione 6), interpretato da John Slattery, doppiato da Massimo Rossi.
Un medico che aiuta Diane a rilassarsi.
- Ri'Chard Lane (stagione 6), interpretato da Andre Braugher, doppiato da Alberto Angrisano.
Nuovo socio dello studio di Liz Reddick.

### Personaggi secondari
- Kurt McVeigh (stagioni 1-6), interpretato da Gary Cole, doppiato da Marco Mete.
È il marito di Diane ed ex perito balistico, già comparso nella serie madre.
- Francesca Lovatelli (stagioni 1-3), interpretata da Andrea Martin, doppiata da Antonella Giannini. È la madre di Colin Morello.
- Henry Rindell (stagioni 1-2), interpretato da Paul Guilfoyle, doppiato da Angelo Nicotra.
È il padre di Maia e consulente finanziario di grande successo, è straordinariamente ricco e universalmente amato. La sua famiglia è una delle famiglie più facoltose di Chicago. Nel primo episodio, viene arrestato per aver messo in atto uno schema Ponzi, di cui anche Diane è caduta vittima.
- Lenore Rindell (stagioni 1-2), interpretata da Bernadette Peters, doppiata da Anna Rita Pasanisi.
È la madre di Maia.
- Amy Breslin (stagioni 1-2), interpretata da Heléne Yorke, doppiata da Michela Alborghetti. È la fidanzata di Maia e lavora come assistente del procuratore.
- Howard Lyman (stagioni 1-2), interpretato da Jerry Adler, doppiato da Carlo Reali.
È uno dei soci di Lockhart, Decker, Gussman, Lee, Lyman, Gilbert-Lurie, Kagan, Tannebaum, & Associati, già apparso in diversi episodi della serie madre. Nella seconda stagione diventerà giudice.
- Gabriel Kovac (stagioni 1-2,4), interpretato da Fisher Stevens, doppiato da Dario Oppido. Un avvocato incompetente con cui avranno a che fare i protagonisti.
- Elsbeth Tascioni (stagioni 1-2,6), interpretata da Carrie Preston, doppiata da Francesca Fiorentini.
È un'avvocato molto intelligente quanto strambo. È già apparsa in diversi episodi della serie madre.
- Charles Abernathy (stagioni 1-2, 5), interpretato da Denis O'Hare, doppiato da Luca Dal Fabbro.[7]
È un giudice dalle idee liberali, già apparso in diversi episodi della serie madre.
- Wilburn Dincon (stagioni 1-2), interpretato da Adam Heller, doppiato da Mauro Gravina.
- Tom C. Duncan (stagioni 1-2), interpretato da Corey Cott. Assieme a Jerry Warshofsky consiglia lo studio tramite un algoritmo che determina i casi più remunerativi.
- Jerry Warshofsky (stagioni 1-2), interpretato da Zachary Booth. Assieme a Tom C. Duncan consiglia lo studio tramite un algoritmo che determina i casi più remunerativi.
- Felix Staples (stagioni 1,3,6) interpretato da John Cameron Mitchell, doppiato da Francesco Bulckaen.
- Jax Rindell (stagione 1), interpretato da Tom McGowan, doppiato da Pasquale Anselmo. È lo zio di Maia che le tornerà utile durante l'indagine su suo padre.
- Neil Gross (stagione 1,6), interpretato da John Benjamin Hickey[7], doppiato da Enrico Di Troia.
È il CEO di ChumHum, una società informatica sulla falsariga di Google, già apparso in diversi episodi della serie madre.
- Mike Kresteva (stagione 1), interpretato da Matthew Perry[7], doppiato da Roberto Certomà.
È stato l'avversario politico di Peter Florrick nella campagna per il governatorato dell'Illinois.
- Barry Poe (stagioni 2-6), interpretato da Tyrone Mitchell Henderson. È un avvocato della Boseman, Reddick & Lockhart.
- Capitano Ian Lawrence (stagioni 2-3), interpretato da Wendell B. Franklin, doppiato da Andrea Lavagnino. Capitano della polizia e marito di Liz Lawrence.
- Solomon Waltzer (stagioni 2-3), interpretato da Alan Alda, doppiato da Rodolfo Traversa. È un avvocato contro il quale si scontreranno i protagonisti.
- Lemond Bishop (stagioni 2-3), interpretato da Mike Colter. È un boss mafioso, già apparso nella serie madre.
- Frank Landau (stagioni 2-4,6), interpretato da Mike Pniewski. È un politico dei Democratici, già apparso nella serie madre.
- Ruth Eastman (stagioni 2,5), interpretata da Margo Martindale, doppiata da Aurora Cancian. Consigliera dei democratici, già apparsa nella serie madre.
- Tully (stagione 2), interpretato da Tim Matheson, doppiato da Mario Cordova. È un interesse amoroso di Diane durante la seconda stagione. Verrà arrestato per avere fatto una protesta violenta contro Trump.
- Naomi Nivola (stagioni 2-3), interpretata da Keesha Sharp. È una giornalista mezzobusto che indaga sulle accuse di #MeToo che ha una storia con Adrian. Esce con Jay nella terza stagione.
- Josh Brickner (stagioni 2, 4), interpretato da Rob Reiner. È un giudice con cui avranno a che fare i protagonisti.
- Monica Timmons (stagioni 2, 4), interpretata da Nikki M. James. È un giovane avvocato afroamericano che fece causa al vecchio studio di Diane per pregiudizio razziale nelle assunzioni. Era già apparsa nella serie madre.
- Giudice Charlotte Hazlewood (stagioni 3-5), interpretata da Tamberla Perry, doppiata da Monica Bertolotti. È un giudice con la quale avranno a che fare i protagonisti e interesse amoroso di Adrian Boseman.
- Madeline (stagioni 3-6), interpretata da Brenda Braxton. È un avvocato della Boseman, Reddick & Lockhart.
- Rachelle Max (stagione 3), interpretata da Kate Shindle,doppiata da Beatrice Margiotti. È il capo del gruppo rivoltoso in cui entra Diane nella terza stagione.
- Polly Dean (stagione 3), interpretata da Lauren Patten, doppiata da Giulia Santilli. È un membro del gruppo rivoltoso in cui entra Diane nella terza stagione.
- Joann (stagione 3), interpretata da Meredith Holzman, doppiata da Cristina Poccardi. È un membro del gruppo rivoltoso in cui entra Diane nella terza stagione.
- Stephen Dinovera (stagione 3), interpretato da Michael Urie, doppiato da Alessandro Campaiola. È un agente dell'NSA, collega di Dev, già apparso nella serie madre.
- Dev Jain (stagione 3), interpretato da Maulik Pancholy. È un agente dell'NSA, collega di Stephen, già apparso nella serie madre.
- Bianca Skye (stagioni 4-5), interpretata da Chasten Harmon, doppiata da Chiara Oliviero. È una facoltosa cliente di Reddick, Boseman & Lockhart che prende in amicizia Lucca.
- Caleb Garlin (stagioni 4-5), interpretato da Hugh Dancy, doppiato da Luigi Morville. È un giovane avvocato della STR Laurie, con straordinaria memoria fotografica, che è stato mandato da Firth negli uffici di Reddick Boseman & Lockhart come suoi occhi e orecchie.
- Louis Canning (stagione 4[8]), interpretato da Michael J. Fox, doppiato da Sandro Acerbo.
- Brian Kneef (stagione 4), interpretato da Raul Esparza, doppiato da Fabrizio Dolce.
- David Cord (stagione 5), interpretato da Stephen Lang, doppiato da Carlo Valli. Un avvocato e imprenditore che finanzia il tribunale di Hal Wackner.
- Del Cooper (stagione 5), interpretato da Wayne Brady, doppiato da Massimo Bitossi. Un produttore televisivo interessato al tribunale di Wackner.
- Dean Rush (stagione 5), interpretato da Blake Morris. L'ufficiale giudiziario del tribunale di Wackner.
- Allegra Durado (stagioni 5-6), interpretata da Wanda Sykes.[9]
- Eli Gold (stagione 6), interpretato da Alan Cumming, doppiato da Sergio Lucchetti. Padre di Marissa, membro del partito democratico. È stato uno dei personaggi principali della serie madre.

## Produzione
Il 23 aprile 2019 la serie è stata rinnovata per una quarta stagione.
A maggio 2020 la produzione ha confermato tramite i social network il rinnovo della serie per una quinta stagione.
A luglio 2021 Paramount+ ha annunciato il rinnovo per una sesta e ultima stagione.

## Distribuzione
In Italia la serie è stata trasmessa dalla piattaforma TIMvision a partire dal 14 novembre 2017, in prima visione in chiaro da Rai 4 dal 26 settembre 2022.